# Stephanie Mayr
Stephanie Mayr (* 21. Januar 1965) ist eine deutsche Curlerin und Olympiasiegerin.
Ihr internationales Debüt hatte Mayr bei der Junioreneuropameisterschaft 1986 in Hamburg, sie blieb aber ohne Medaille. Im selben Jahr gewann sie bei der Weltmeisterschaft in Kelowna mit der Silbermedaille ihr erstes Edelmetall.
Mayr spielte als Third der deutschen Mannschaft bei den XVI. Olympischen Winterspielen 1992 in Albertville im Curling. Die Mannschaft von Andrea Schöpp gewann die olympische Goldmedaille nach einem 9:3-Sieg im Finale gegen Norwegen um Skip Dordi Nordby. Dafür wurden sie und ihre Mannschaft am 23. Juni 1993 mit dem Silbernen Lorbeerblatt ausgezeichnet.
Da Curling damals noch eine Demonstrationssportart war, besitzt die Medaille keinen offiziellen Status.
Bei der Kommunalwahl in München 2014 war Mayr eine der Stadtratskandidaten der Wählergruppe HUT.

## Erfolge
- 1. Platz Olympische Winterspiele 1992 (Demonstrationswettbewerb)
- Europameisterin 1991
- 2. Platz Weltmeisterschaft 1986
- 3. Platz Europameisterschaft 1992